# Smide

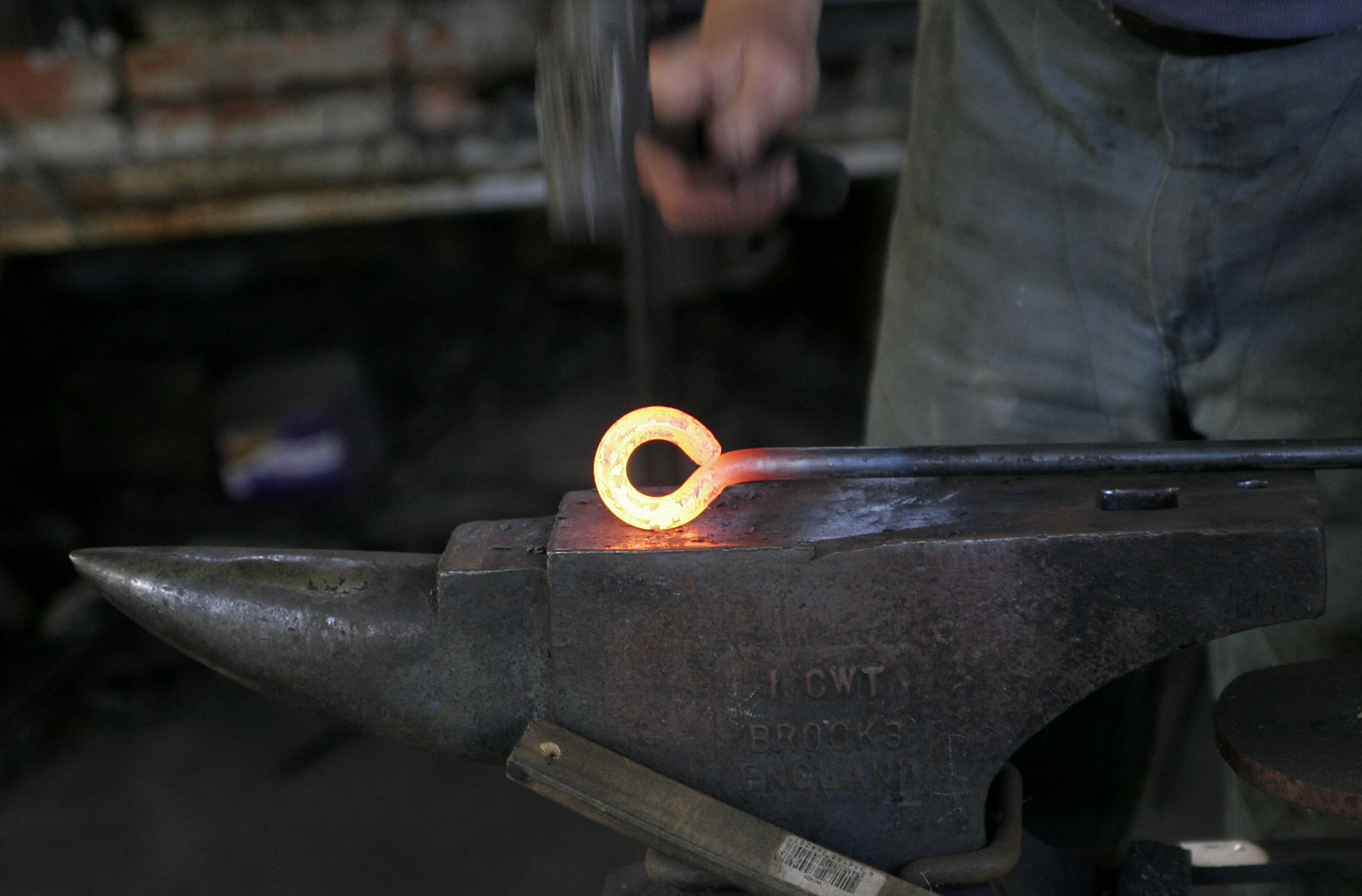
En ögla formas under traditionellt smide.

Smide är en process där en metall bearbetas så att plastisk deformation uppstår. Plastisk deformation innebär att man flyttar om i strukturen av atomer och molekyler i metallstycket. Det finns två typer av smide; kallsmide och varmsmide. Idag förekommer kallsmide hos plåtslagaren. Generellt så läggs metallstycket på ett städ och med hjälp av hammarslag förändrar man materialets inre struktur och därmed uppnår materialet den form smeden vill ha.
Vid bearbetning i kallt tillstånd får man en bättre precision på det smidda föremålet. Vid bearbetning efter upphettning krävs det mindre krafter vid formning av arbetsstycket. Smide ger smeden kontroll över hur kornen lägger sig i metallerna (hur bindningarna inuti ligger), så att en god hållbarhet och styvhet uppnås. Smidda produkter har en god förmåga att motstå mekanisk påfrestning. Idag används smide för till exempel bultar, handverktyg och järnväg. 

## Smidesmetoder

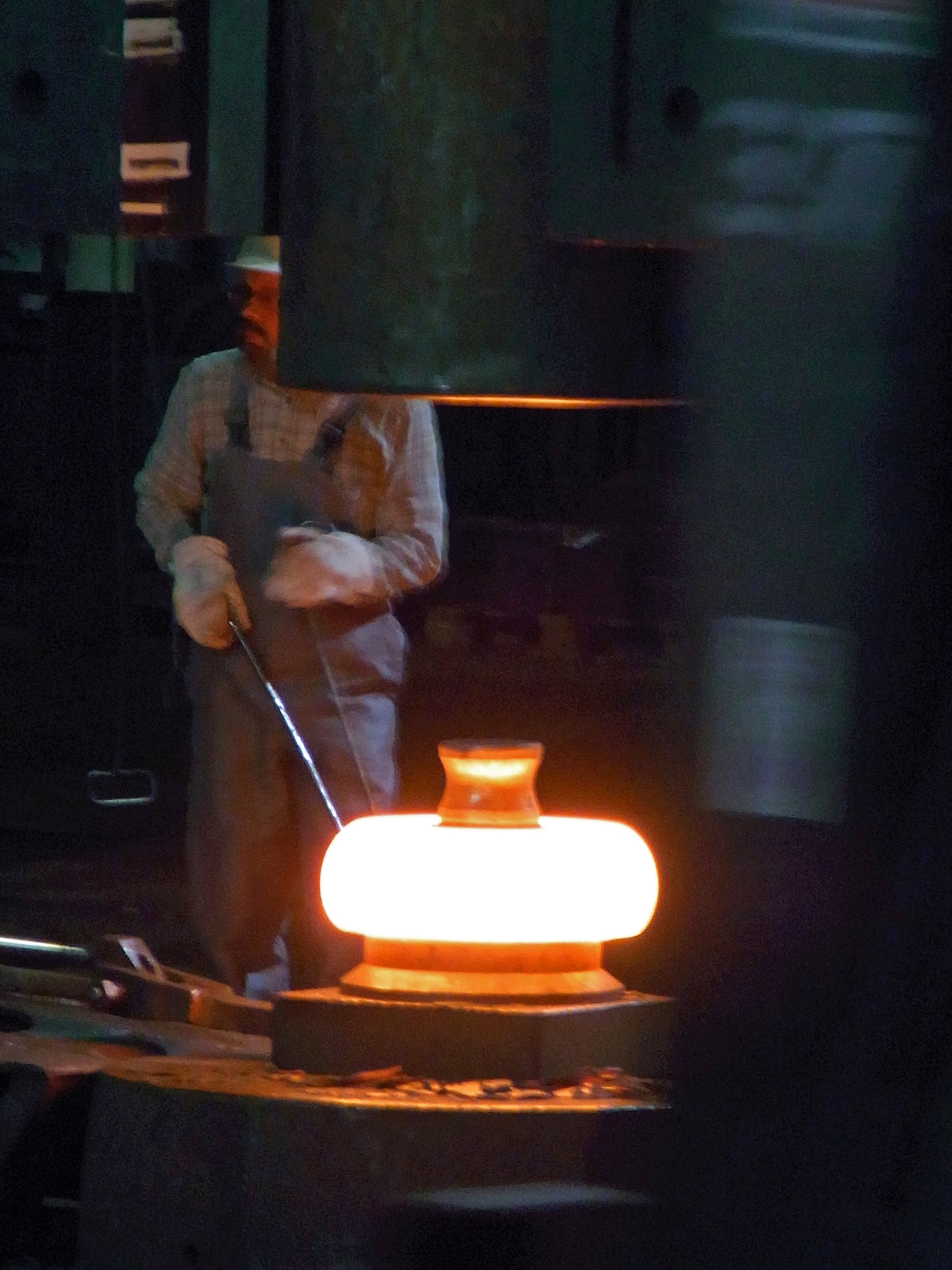
Ett öppet slagsmide (med två formar) med ett ämne som smides för att sedan ytterligare bearbetas till ett hjul

De huvudsakliga tekniker en smed använder sig av är glödgning, sträckning, stukning, kapning, klyvning, böjning, nitning och vällning.
- Sträckning - Även kallad räckning. Att med hammare eller slägga slå stångämnet smalare och längre.
- Stukning - Att komprimera ett stångämnes massa så att stången blir bredare och kortare

## Glödgning
Järnet värms för att bli lättare att bearbeta. Vid mycket hög temperatur kan man foga samman järnbitar, så kallad vällning.
| Temperatur °C | Färg | Färgnamn                   |
| 400           |      | Rödvarm, synlig i mörker   |
| 474           |      | Rödvarm, synlig i skymning |
| 525           |      | Rödvarm, synlig i dagsljus |
| 581           |      | Rödvarm, synlig i solljus  |
| 700           |      | Mörkröd                    |
| 800           |      | Mörkt körsbärsröd          |
| 900           |      | Körsbärsröd                |
| 1000          |      | Ljust körsbärsröd          |
| 1100          |      | Orangeröd                  |
| 1200          |      | Gulorange                  |
| 1300          |      | Gulvit                     |
| 1400          |      | Vit                        |
| 1500          |      | Lysande vit                |
| 1600          |      | Blåvit                     |